# Emmit King
Emmit King   (Bessemer i Birmingham, 24 de març de 1959 - Bessemer, 28 de novembre de 2021) fou un atleta estatunidenc.